# 乍令縣
乍令縣，是明代交阯承宣布政使司順化府化州下轄的一個縣，治所約在今越南承天省香茶縣。

## 沿革
- 漢日南郡盧容縣之地。
- 永樂五年（1407年）六月癸未置，屬順化府化州領[3][4][5][6][7][8]。
- 永樂十七年九月丙辰，並乍令縣入化州[9][10]。
- 宣德元年二月己卯，交阯土官乍令縣丞縣丞黎托等以考滿至京，進土絹、衣香[11]。